# Nagpur
Nagpur (in marathi नागपूर, ISO 15919 Nāgpur, nella vecchia grafia Nagpore) è una suddivisione dell'India, classificata come municipal corporation, di 2.051.320 abitanti, situata nel distretto di Nagpur, nello stato federato del Maharashtra. In base al numero di abitanti la città rientra nella classe I (da 100.000 persone in su).
Nel 2002 la città ha celebrato i 300 anni dalla propria fondazione. Oltre ad essere il terzo centro urbano per popolazione del Maharashtra, Nagpur è la capitale storica e il centro più popoloso della regione del Vidarbha.

## Geografia fisica
La città è situata a 21° 8' 60 N e 79° 5' 60 E e ha un'altitudine di 303 m s.l.m..

## Società

### Evoluzione demografica
Al censimento del 2001 la popolazione di Nagpur assommava a 2.051.320 persone, delle quali 1.058.692 maschi e 992.628 femmine. I bambini di età inferiore o uguale ai sei anni assommavano a 241.605, dei quali 124.626 maschi e 116.979 femmine. Infine, coloro che erano in grado di saper almeno leggere e scrivere erano 1.616.818, dei quali 876.342 maschi e 740.476 femmine.

## Economia
Nagpur è un importante centro commerciale ed agricolo, famoso soprattutto per la qualità delle proprie arance, tanto che viene chiamata anche Santra Nagari che in lingua marathi significa "città delle arance".
La città ha sviluppato anche industrie di notevole importanza nel settore della Information Technology (IT), ed attrae un gran numero di studenti risultando il polo educativo più importante dell'India centrale.